# 201.ª División de Seguridad (Alemania)
La 201.ª División de Seguridad, originalmente la 201.ª Brigada de Seguridad, era una división de seguridad de la retaguardia del ejército alemán durante la Segunda Guerra Mundial. La unidad fue desplegada en áreas ocupadas por los alemanes de la Unión Soviética y fue responsable de crímenes de guerra y atrocidades a gran escala, incluida la muerte de miles de civiles soviéticos. Fue disuelta en enero de 1945.

## Historial de operaciones

### Formación
La división se formó en junio de 1942 con la 201.ª Brigada de Seguridad como base. La brigada se había desplegado en el Frente Oriental durante la Operación Barbarroja, la invasión de la Unión Soviética en 1941, y operaba en las regiones ocupadas de la Unión Soviética detrás de las líneas del frente del Grupo de Ejércitos Centro. Mientras era una brigada, la unidad participó en el asesinato de civiles judíos junto con el Einsatzkommando 9 del Einsatzgruppe B.

### Operaciones
Tras su formación, la división operó en la región de Vitebsk-Pólatsk en el noroeste de Bielorrusia. Sus funciones incluían la seguridad de las comunicaciones y las líneas de suministro, la explotación económica y el combate (partisanos) en las zonas de retaguardia de la Wehrmacht. Las llamadas operaciones antipartisanas en áreas "infestadas de bandidos" equivalieron a la destrucción de aldeas, la incautación de ganado, la deportación de la población apta para trabajos esclavos a Alemania y el asesinato de personas en edad de no trabajar.
En septiembre de 1942, la división informó que había matado a 864 "partisanos en combate" y entregó a 245 personas a la Geheime Feldpolizei de la Wehrmacht para su ejecución, mientras sufría 8 muertos y 25 heridos. Solo se incautaron 99 armas (rifles, ametralladoras y pistolas). A principios de 1943, la división llevó a cabo las operaciones Schneehase, Kugelblitz y Donnerkeil, que finalizaron con la muerte de 2.737 "bandidos". En el mismo período, la unidad informó que 109 soldados alemanes murieron en acción.
La división fue enviada al frente en febrero de 1943. La unidad fue destruida en gran parte durante la Operación Bagration, la ofensiva de verano del Ejército Rojo en 1944, y solo el personal y las tropas de suministro se retiraron hacia el norte. En agosto de 1944, volvió a las operaciones de seguridad en la retaguardia y pasó el resto de su existencia en la retaguardia del Grupo de Ejércitos Norte. Fue disuelta en enero de 1945.